# 1466 Мюндлерія
1466 Мюндлерія (1466 Mündleria) — астероїд головного поясу, відкритий 31 травня 1938 року.
Тіссеранів параметр щодо Юпітера — 3,489.